# Betty to the Rescue
Betty to the Rescue (en español, Betty al rescate) es una película muda de comedia estadounidense de 1917 dirigida por Frank Reicher y escrita por Beatrice DeMille y Leighton Osmun. La película está protagonizada por Fannie Ward, Jack Dean, Lillian Leighton, James Neill, Charles West y Taylor N. Duncan. Fue estrenada el 15 de enero de 1917 por Paramount Pictures.

## Contexto
Se anunció el estreno en el Motion Picture News del 30 de diciembre de 1916, siendo finalmente estrenada el 15 de enero de 1917. Se dice que fue una de las pocas películas rodadas en el sur de California en aquella época en la que la región aparecía como escenario real. Las tomas se realizaron «a una distancia relativamente corta» de los estudios Jesse L. Lasky en Hollywood, California.
En febrero de 2021, la National Film Preservation Board (NFPB) incluyó esta película en su lista de largometrajes silentes perdidos en Estados Unidos en febrero de 2021.

## Sinopsis
Nadie le cuenta a Betty que la mina de oro heredada no vale nada. Confiada a John Kenwood y a su madre tras la muerte de su padre, la muchacha también ignora que los gastos de su manutención en una lujosa escuela corren a cargo del propio Kenwood. Este se niega, por razones sentimentales, a vender la mina a un tal Fleming, un ingeniero que intenta hacerse con ella porque ha encontrado un verdadero filón de oro. Kenwood pierde su cosecha de naranjas por las heladas que le lleva a la ruina, y entonces Betty descubre la generosidad del guardián y se siente en deuda con él. Ella podrá pagarle porque también encontrará la veta de oro, dándose cuenta, al mismo tiempo, de que ama a John.

## Elenco
- Fannie Ward como Betty Sherwin
- Jack Dean como John Kenwood
- Lillian Leighton como Constance Kenwood
- James Neill como Henry Sherwin
- Charles West como Fleming
- Taylor N. Duncan como Big Jim